# Poecilotylus testaceus
Poecilotylus testaceus är en tvåvingeart som först beskrevs av Fabricius 1805.  Poecilotylus testaceus ingår i släktet Poecilotylus och familjen skridflugor. Inga underarter finns listade i Catalogue of Life.